# Sabicea cinerea
Sabicea cinerea är en måreväxtart som beskrevs av Jean Baptiste Christophe Fusée Aublet. Sabicea cinerea ingår i släktet Sabicea och familjen måreväxter. Inga underarter finns listade i Catalogue of Life.